# Юссеф І Абсі
Юссеф І Абсі, S.M.S.P. (араб. يوسف عبسي; нар. 20 червня 1946, Дамаск, Сирія) — сирійський мелькітський греко-католицький єпископ, пауліст. Генеральний настоятель Товариства місіонерів святого Павла з 13 липня 1999 до 22 червня 2001. Титулярний архієпископ Тарсу греко-мелькітського з 22 червня 2001 до 22 червня 2017. Патріарх Мелькітської греко-католицької церкви з 21 червня 2017 року.
Офіційний титул — Його Блаженство — Патріарх Антіохії, Олександрії, Єрусалиму і всього Сходу.
З 1999 по 2006 рік був генеральним настоятелем своєї релігійної спільноти, Місіонерського товариства св. Павла. Допомагав як співсвятитель при єпископській хіротонії Ясира Айяша, архиєпископа Петри і Філадельфії в Йорданії. У жовтні 2007 року призначений патріаршим вікарієм Дамаської архиєпархії.
Патріархом Мелхітської Греко-Католицької Церкви був обраний 21 червня 2017 року. Його обрання відбулося через місяць після того, як Папа Франциск прийняв відставку Григорія III Лахама.